# ホープダイヤモンド

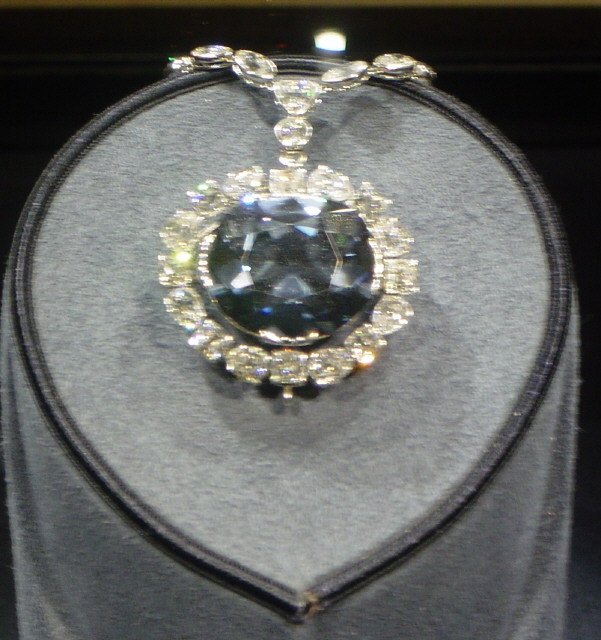
ホープダイヤモンド。白金製のペンダントの中央に飾られている

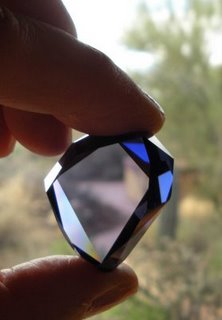
タヴェルニエが持ち帰った当時のホープダイヤモンドのレプリカ（キュービック・ジルコニア製）。彼のスケッチに基づき再現

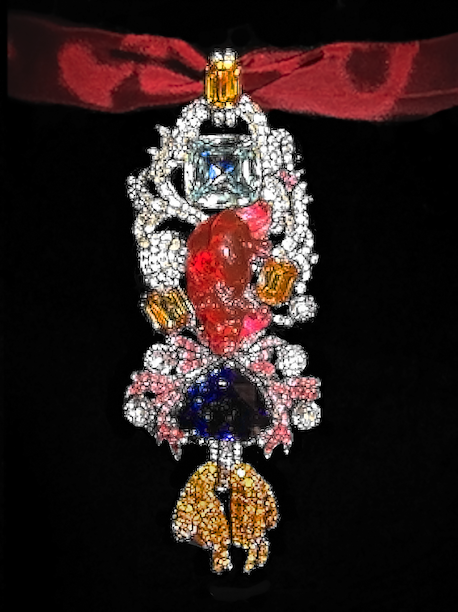
ルイ15世が作らせた「フランスの青」を含む金羊毛騎士団用ペンダントのレプリカ（2010年）

ホープダイヤモンド（Hope Diamond）は、現在スミソニアン博物館のひとつである国立自然史博物館に所蔵されている45.52カラットのブルー・ダイヤモンド。
クラリティはVS1。
青い色の原因は、不純物として含まれるホウ素が原因であることが解析の結果判明したが、ダイヤモンドが生成される地下深くでは、ホウ素はほとんど存在しないとされている。このため、「なぜダイヤモンドの生成時にホウ素が含まれたのか？」についても謎となっている。
いわゆる「持ち主を次々と破滅させながら、人手を転々としていく『呪いの宝石』」として有名であるが、その伝説は大幅に脚色されている（後述）。
現在では、ホープダイヤはその周りに16個、鎖に45個のダイヤをはめ込んだ白金製のペンダントの中央を飾っている。

## 歴史
以下は確実な史料に基づく内容である。
- 1660年（または1661年）
  - フランス人ジャン＝バティスト・タヴェルニエ（英語版）がダイヤを購入。112と3/16カラットあった。
  - 「呪いの伝説」ではヒンドゥー教寺院に置かれた女神シータの彫像の目に嵌められていた2つのうちの1つを盗み、それに気づいた僧侶があらゆる持ち主に呪いをかけたとされる。また、タヴェルニエは「直後に熱病で死んだ」あるいは「狼に食べられて死んだ」ことになっているが、そのような事実はなく、老衰により84歳で亡くなった。

- 1668年
  - タヴェルニエからフランス王ルイ14世がダイヤを購入。カッティングされ67と1/8カラットの宝石となり、「王冠の青」あるいは「フランスの青（フレンチ・ブルー）」「ブルーダイヤモンド」(fr)と呼ばれた。このダイヤは王の儀典用スカーフ(クラバット)に付けられた。

- 1749年
  - フランス王ルイ15世は、このブルーダイヤを自らの金羊毛騎士団用ペンダントに付け直した。

- 1792年9月11日
  - 6人の窃盗団が王室の宝玉庫に侵入し、ブルーダイヤモンドを含む宝石類を強奪。当時はフランス革命のさなかで、国王一家は囚われて幽閉されていた。窃盗団の一人、士官候補生ギヨは、宝石類を後にルアーブルやロンドンで売りつけようとしていたことがわかっており、実際に1796年には別の宝石を売っているが、ブルーダイヤに関する記録はない。

- 1812年9月
  - イギリスのダイヤモンド商ダニエル・エリアーソンがあるダイヤモンドを所有していたことが記録に残っている。このダイヤが「ブルーダイヤモンド」から切り出されたものであることが、2005年にスミソニアン協会によって、また2008年にはフランス国立自然史博物館によって、最終的に確認された。これが今日につながるホープダイヤモンドである。このタイミングが窃盗からちょうど20年後であったことに、犯罪の時効との関連を見る向きもある。また、イギリス王室の記録にはないが、ジョージ4世がこのダイヤを所有していたと信じる人もいる。

- 1824年
  - ヘンリー・フィリップ・ホープ（英語版）の宝石コレクションとして記録される。彼はこのダイヤをブローチに取り付けて、義理の姉妹に当たるルイーズ・ベレスフォートにダイヤをしばしば貸し出し、彼女は社交パーティでそれを使った。
  - 「呪いの伝説」では「1830年頃にロンドンの競売で1万8000ポンドで落札した」とされる。

- 1839年
  - ヘンリー・フィリップ・ホープ死去。以後3人の甥が10年以上に渡ってこのダイヤを含む宝石の所有権を裁判で争った。その結果、ヘンリー・トーマス・ホープ（英語版）がこの宝石の相続人となる。ヘンリー・トーマス・ホープは、1851年のロンドン万博と1855年のパリ万博にこのダイヤを展示したが、普段は銀行の大金庫に保管していた。

- 1862年12月4日
  - ヘンリー・トーマス・ホープ死去。妻のアデルがこのダイヤを引き継ぐ。
  - 「呪いの伝説」では「ヘンリー・トーマス・ホープは生涯独身だった」とされるが、事実ではない。

- 1884年3月31日
  - アデル死去。

- 1887年
  - ヘンリーとアデルの孫（娘ヘンリエッタの子息）である第8代ニューカッスル公爵ヘンリー・フランシス・ペラム＝クリントン＝ホープ（英語版）（以下フランシス・ホープと略記）が、このダイヤを「ホープ・ダイヤモンド」と名付けることを条件に、アデルの遺産類を相続。しかしそれは終身保有権に限られており、裁判所の許可なしにはホープダイヤの売却はできなかった。

- 1894年11月27日
  - フランシス・ホープ、アメリカ人女優のメイ・ヨーヘと結婚。メイは「ホープダイヤをいつも社交界で身につけ、女優業のために精巧な複製も作った」と証言したが、フランシスはこれを否定している。

- 1896年
  - フランシス・ホープ破産。ホープダイヤの売却を迫られ、メイもそれを手助けした。

- 1901年
  - フランシスにホープダイヤの売却の許可が下りるが、メイは元ニューヨーク市長の子息のもとに走り、翌年フランシスとメイは離婚。フランシスは1904年に再婚する。再婚した夫人は1912年に亡くなり、しばしば「呪いの結果」といわれるが、3人の子どもをフランシスとの間にもうけている。
  - ホープダイヤは1902年頃に2万9000ポンドでロンドンの宝石商アドルフ・ウィルが買い取り、アメリカのダイヤモンド商サイモン・フランケルに売却する。フランケルはダイヤをニューヨークに持ち込み、14万1032ドル相当と評価される。

- 1908年
  - フランケル、ホープダイヤをパリのソロモン・ハビブに売却。

- 1909年6月24日
  - ハビブの債務弁済のためオークションに出され、約8万ドルでパリの宝石商ローズナウがホープダイヤを落札。

- 1910年
  - ローズナウ、ホープダイヤを55万フランでピエール・C・カルティエ（英語版）に売却。

- 1911年
  - カルティエ、ホープダイヤ宝石を装飾し直してアメリカの社交界の名士エヴェリン・ウォルシュ・マクリーンに売却。マクリーンは当初ホープダイヤを使わなかったが、やがて社交の場でいつも身にまとうようになった。また、ペットの犬の首輪にこのダイヤを付けていたこともある。

- 1947年
  - マクリーン死去（61歳）。彼女は相続人に、自分の孫の将来を考えて今後20年間このダイヤを売却しないよう遺言した。
  - 「呪いの伝説」では「マクリーンは教会で祈祷させたが一族全員が死に絶えた」とされるが、孫がいることでもわかる通り事実ではない。

- 1949年
  - 相続人はマクリーンの債務の弁済に、ホープダイヤを売却する許可を得て、ニューヨークのダイヤモンド商ハリー・ウィンストンに売却。ウィンストンは「宝石の宮廷」と名付けたアメリカ国内での巡回展や、各種チャリティーパーティーでホープダイヤを展示したが、売却はしなかった。

- 1958年11月7日
  - ウィンストンはスミソニアン協会にホープダイヤを寄贈。ウィンストンは1978年に82歳で病没。

- 2009年8月19日
  - スミソニアン協会は、国立自然史博物館創立50周年を記念して、一年間ホープダイヤをペンダントから外して単独で展示すると発表。

- 2010年
  - 2007年にフランスで発見された鉛製の模型などを参考にして、ルイ14世時代の「フランスの青」としてのホープダイヤのキュービック・ジルコニア製レプリカがフランス国立自然史博物館により3年かけて復元される。さらに218年前に盗難・破壊されたルイ15世時代の金羊毛騎士団用ペンダントとして復元され、6月30日にフランスで公開された。この復元についてのドキュメンタリーが2011年に全世界で公開予定。

## 呪いの伝説
いわゆる「呪い」の伝説では、上記以外に次のような歴史が語られている。
- ?―ペルシア軍のインド侵攻の際ペルシアに渡り、軍の司令官が国王に献上する。
  - 農夫はペルシア軍に殺害される
  - 司令官は親族のミスが理由で処刑
  - 国王は謀反で殺される
- フランス時代
  - ルイ14世が宝石を入手した頃からフランスの衰退の一端の兆しが現れ始めた。ルイ14世以降のフランス経済は停滞し、フランス革命の原因となっている
  - ルイ15世は天然痘で死亡
  - ダイヤの持ち主となったルイ16世と王妃マリー・アントワネットは、そろってフランス革命で処刑された。ちなみにマリー・アントワネットの寵臣ランバル公妃は、このダイヤを度々借りていた。ランバル公妃は革命軍によって惨殺された
- 1792年の窃盗団は出所を不明にするためカッティングさせた後、アムステルダムの宝石店に売り飛ばす。
  - 宝石商の息子がダイヤを横領し、宝石商はそのショックで死亡
  - 盗んだ息子も自殺
- ホープ家の手を離れたあとの所有者
  - ホープ家の崩壊後、フランス人の宝石ブローカーが購入するが発狂した挙句自殺
  - パリのレヴュー劇場の女優、ラドル嬢が買い取るが、舞台上で愛人（ロシア大公カニトウスキーとされる）に射殺され、その愛人も革命家に殺される。
  - オスマン帝国のスルタンに渡るが革命が起きて失脚
  - ギリシア人の宝石ブローカーに渡るが自動車事故で家族全員が死亡

これらの人物のうち、フランス王室の3人、ランバル公妃、オスマン帝国のスルタン、窃盗団以外の大部分が実在したという確実な根拠がない。
「呪い」の話は、1909年にロンドン・タイムズの6月25日号において、パリの通信員が「悲惨な最期を遂げた」とする架空の所有者を多数含んだ記事を寄せたのが最初であるとされる。
さらにこれらの伝説を拡大する役割を果たしたのが、フランシス・ホープと離婚したメイ・ヨーヘだった。彼女は離婚後の愛人と別離し、ダイヤを愛人に奪われたと主張したり、自分の不運がダイヤのせいだと決めつけた。しかし後に、その愛人と再びよりを戻して結婚、再度離婚した。2度目の離婚後、メイは「ダイヤモンドの謎」という15章からなる本を他の執筆者の助けを借りて書き上げ、その中にさらに架空の登場人物を加えたのである。ついには彼女は自分の書いた本をベースにした映画を作らせ、それにフランシス・ホープ夫人役で主演し、ここでも話の誇張と人物の追加をしている。メイは映画の宣伝と自分のイメージアップのためにホープダイヤの模造品を身につけていた。
また、マクリーンはエカチェリーナ2世などの所有者を加えて話を脚色していたという。あのマリーアントワネットも付けたとされる。

## 大きさの変遷
世界中を旅した宝石だけあって、その大きさは徐々に縮小している。具体的にいうと以下のとおり。
- 112.50カラット　-　ルイ14世購入時
- 69.04カラット　-　14世がハート型にカットさせた後
- 44.52カラット　-　今に伝わる大きさ。どの時点でカットされたかは不明。

## エピソード
ハリー・ウィンストンはまったく呪いを信じず、ジョークのネタにしていた。以下の逸話が残っている。
ウィンストン夫妻は共に遠出をすることになるが、当初の予定が狂い、妻のみが別の旅客機に移動した。妻がキャンセルした席、つまりウィンストンの隣の座席に代わりに乗ってきた男は、安心したように隣のウィンストンに話しかけてきた。
「実は、私が乗った旅客機に、あのホープダイヤの持ち主であるハリー・ウィンストンの妻が乗り合わせていると聞いたのでね。慌てて便の変更をしたってわけですよ…いやまったく、この席がキャンセルで空いてくれて本当に良かった。これで安心ですな」
ウィンストンは笑って「それはそれは」と答え、ホープが入ったトランクを撫でたのみだったが、飛行が終わり席を立つ際、名前を明かし相手を大変驚かせたという。
上記のとおりルイ14世がカットさせた前後で大きさが約半分になった為、「本当はもう1個あるのではないか」と噂されている。また、多くの「呪い」の話が脚色や想像上のものである。

## ホープ・ダイヤモンドを扱った(または類似した物が出てくる)作品
- 呪われし宝石 - Sound Horizonのアルバム「Roman」に収録されている曲。持ち主を次々に不幸にしていく宝石（30ctの赤ダイヤ）が登場する。
- ルパン三世 - TV第2シリーズ第107話「結婚指輪は呪いの罠」で登場。ルパンが峰不二子の結婚指輪として盗み出したが、不二子が単独で奪ったのち次々と不幸に見舞われてしまった。
- ハイパートンネルズ&トロールズ - データ集「モンスター！モンスター！！」に、呪いの宝石「ブルー・ホープ」が掲載されている。
- デバイスレイン - いわくつきのダイヤの「イデア」をコピーしたものとして登場。
- 月と魔法と太陽と - スミソニアン博物館より投機目的で日本の財団に購入された直後、その呪いの力によりバブル経済の崩壊が起こったとされる。
- 黒執事
- まいにちいっしょ トロ・ステーション - 第808回「ホープダイヤモンドの伝説」2009年1月24日配信
- ギャラリーフェイク　- 単行本5巻「翡翠の店」高田美術館展示前に偽物とすりかえられたスミソニアン博物館所有のホープダイヤを主人公が取り返すまでを描く。簡単なダイヤモンドの真贋鑑定方法が紹介されている。
- ワイルドアームズシリーズ - 「ホープダイア」という名称の敵キャラクター・アイテムが登場。
- ADAMAS - 「ウィルスンのダイヤモンド」と呼ばれる呪いのダイヤが登場した際に、同様の呪われたダイヤとして「ホープダイヤモンド」の名が挙げられている。
- 真樹日佐夫「世界の謎と恐怖」 - 所有者連続死のエピソードが書かれている。
- 英雄*戦姫
- Payday 2 - チンギス・カンと共にヨーロッパに現れ、アンドレア・ドーリア号で再発見された、忌まわしき死の伝説を持つ「ザ・ダイヤモンド」として登場。
- ホワイトカラー - シーズン5でニール達が追う。
- ペルソナ5 - 「ホープダイヤ」の名称で、レアな敵、「宝魔」の１つとして登場。
- ジュエリー・ハーツ・アカデミア - メインヒロインのアリアンナが「前向き」という呪いのせいで大切な人を失っても絶望を感じられない、やがてホープ・ダイヤモンドこそ自分の元のジェムと思い込む。

ジェームズ･キャメロン監督による映画「タイタニック」で登場する「碧洋のハート」は「ホープダイヤよりも高価なダイヤ」として登場している。